# Bernard von Waldeck
Bernard von Waldeck (ur. 1561 w Landau, zm. 11 marca 1591) – biskup Osnabrücku w latach 1585-1598.
Bernard był jednym z pięciu dzieci Jana I hrabiego Waldeck-Landau i jego żony Anny von Lippe.
W 1585 roku został biskupem Osnabrück, zrezygnował z funkcji 25 maja 1588. Za panowania Bernarda biskupstwo podzielono na dwa: katolickie i protestanckie. Protestancki biskup dnia 29 stycznia 1586 złożył przysięgę na wierność decyzjom Soboru Trydenckiego.
Bernard von Waldeck był bratankiem poprzedniego biskupa Osnabrücku, Franciszka von Waldecka.